# Iḷampūraṇar
 (février 2018).
 (avril 2020).
Iḷampūraṇar est un écrivain tamoul du XIIe siècle. Érudit jaïn, il est le premier commentateur des trois parties du Tolkāppiyam (grammaire tamoule de Tolkāppiyar).